# Eulepidotis tripunctula
Eulepidotis tripunctula är en fjärilsart som beskrevs av Jones. Eulepidotis tripunctula ingår i släktet Eulepidotis och familjen nattflyn. Inga underarter finns listade i Catalogue of Life.